# بلاش‌آباد (سبزوار)
بلاش‌آباد، روستایی است از توابع بخش مرکزی شهرستان سبزوار استان خراسان رضوی ایران. این روستا مرکز دهستان کراب  است.

## جمعیت
این روستا در دهستان کراب قرار داشته و بر اساس سرشماری سال ۱۳۸۵ جمعیت آن ۲۵۸ نفر (۱۱۵ خانوار)
بوده است.